# Liste der Naturdenkmale in Oberkrämer
Die Liste der Naturdenkmale in Oberkrämer enthält alle Naturdenkmale der brandenburgischen Gemeinde Oberkrämer im Landkreis Oberhavel, welche durch Rechtsverordnung geschützt sind.
In den Spalten befinden sich folgende Informationen:
- Nr.: Identifizierungsnummer nach veröffentlichter Liste. Sie wird von der unteren Naturschutzbehörde des Landkreises oder der kreisfreien Stadt vergeben. Wenn sie bekannt ist, wird sie angegeben. In dieser Spalte kann sich zusätzlich das Wort Wikidata befinden, der entsprechende Link führt zu Angaben zu diesem Naturdenkmal bei Wikidata.
- Bezeichnung: Benennung des Naturdenkmals, in der Regel wird bei Bäume die Baumart genannt. Bekannte Eigennamen werden mit angegeben.
- Gemarkung: Ort oder Gemarkung, in der sich das Naturdenkmal befindet
- Lage: Nennt die Lage des Naturdenkmals im jeweiligen Ortsteil und die geografischen Koordinaten des Naturdenkmals. Link zu einem Kartenansichtstool, um Koordinaten zu setzen. In der Kartenansicht sind Naturdenkmale ohne Koordinaten mit einem roten beziehungsweise orangen Marker dargestellt und können in der Karte gesetzt werden. Denkmale ohne Bild sind mit einem blauen bzw. roten Marker gekennzeichnet, Denkmale mit Bild mit einem grünen beziehungsweise orangen Marker.
- Beschreibung: die Beschreibung des Naturdenkmales
- Schutzzweck: Erläutert den Grund der Unterschutzstellung
- Bild: Zeigt ein Bild des Naturdenkmales und gegebenenfalls ein Link zu weiteren Fotos im Medienarchiv Wikimedia Commons

## Bärenklau
| Bild                                    | Bezeichnung | Lage                                                                          | Beschreibung | Schutzzweck | Nummer |
| --------------------------------------- | ----------- | ----------------------------------------------------------------------------- | ------------ | ----------- | ------ |
| Direkt Bild zu diesem Denkmal hochladen | Rotbuche    | Bärenklau, Jagen 249 der Revierförsterei Bärenklau; Flur 1, Flurstück 22/1 () |              |             | 3      |
| Direkt Bild zu diesem Denkmal hochladen | Eiche       | Bärenklau, am Nordende des alten Torfstiches; Flur 1, Flurstück 4/9 ()        |              |             | 4      |

## Bötzow
| Bild                                    | Bezeichnung | Lage                        | Beschreibung | Schutzzweck | Nummer |
| --------------------------------------- | ----------- | --------------------------- | ------------ | ----------- | ------ |
| Direkt Bild zu diesem Denkmal hochladen | Fichte      | Bötzow, auf dem Friedhof () |              |             | 47     |
| Direkt Bild zu diesem Denkmal hochladen | Kastanie    | Bötzow, auf dem Friedhof () |              |             | 48     |
| Direkt Bild zu diesem Denkmal hochladen | Lebensbaum  | Bötzow, auf dem Friedhof () |              |             | 49     |

## Falkenhagen (Forst)
| Bild                                    | Bezeichnung     | Lage | Beschreibung                                                                         | Schutzzweck | Nummer |
| --------------------------------------- | --------------- | --- | ------------------------------------------------------------------------------------ | ----------- | ------ |
| Direkt Bild zu diesem Denkmal hochladen | Hindenburgeiche | Falkenhagen (Forst), ca. 3/4 km südl. des Krämerpfuhls ()                                                                  |                                                                                      |             | 62     |
| Fotos hochladen                         | Reckins Eiche   | Falkenhagen (Forst), ca. 1 km NW vom Krämerpfuhl (52° 41′ 58″ N, 13° 0′ 53,6″ O)                                           | An der Stelle soll sich der sagenhafte Reckin in einer hohlen Eiche verborgen haben. |             | 63     |
| Fotos hochladen                         | Reckins Grab    | Falkenhagen (Forst), ca. 1 km NW vom Krämerpfuhl (52° 41′ 52,9″ N, 13° 0′ 41,6″ O)                                         | An der Stelle soll das Grab des sagenhaften Reckin liegen.                           |             | 64     |
| Direkt Bild zu diesem Denkmal hochladen | Kiefer          | Falkenhagen (Forst), NW-Ecke des Jagens 78, ehemals unter Vehlefanz; Flur 3, Flurstück 117 ()                              |                                                                                      |             | 65     |
| Direkt Bild zu diesem Denkmal hochladen | 2 Kiefern       | Falkenhagen (Forst), Jagen 78, ehemals unter Vehlefanz; Flur 3, Flurstück 116 ()                                           |                                                                                      |             | 66     |
| Direkt Bild zu diesem Denkmal hochladen | Korkeiche       | Falkenhagen (Forst), Jagen 63, Nordseite Poststraße, ca. 250 m westlich der Perwenitzer Chaussee; Flur 3, Flurstück 194 () |                                                                                      |             | 67     |

## Marwitz
| Bild                                    | Bezeichnung           | Lage                                               | Beschreibung | Schutzzweck | Nummer |
| --------------------------------------- | --------------------- | -------------------------------------------------- | ------------ | ----------- | ------ |
| Direkt Bild zu diesem Denkmal hochladen | Friedenseiche (groß)  | Marwitz, Breite Straße; Flur 5, Flurstück 110/2 () |              |             | 141    |
| Direkt Bild zu diesem Denkmal hochladen | Friedenseiche (klein) | Marwitz, Breite Straße; Flur 5, Flurstück 110/2 () |              |             | 142    |

## Schwante
| Bild                                    | Bezeichnung         | Lage                                                                                             | Beschreibung | Schutzzweck | Nummer |
| --------------------------------------- | ------------------- | ------------------------------------------------------------------------------------------------ | ------------ | ----------- | ------ |
| Direkt Bild zu diesem Denkmal hochladen | Fünfergruppe Buchen | Schwante, bei Höhe 37,8, ca. 300 m südlich der Bahn Kremmen-Oranienburg; Flur 3, Flurstück 33 () |              |             | 182    |
| Direkt Bild zu diesem Denkmal hochladen | Lärche              | Schwante, auf dem Friedhof; Flur 1, Flurstück 151 ()                                             |              |             | 183    |

## Vehlefanz
| Bild                                    | Bezeichnung         | Lage | Beschreibung | Schutzzweck | Nummer |
| --------------------------------------- | ------------------- | --- | --- | ----------- | ------ |
| Direkt Bild zu diesem Denkmal hochladen | Findling            | Vehlefanz, Lindenallee vor dem Haus Wernitz ()                                                                | |             | 216    |
| Weitere Bilder Fotos hochladen          | Kastanie            | Vehlefanz, an der Pferdebuchte, Lindenallee 59 (52° 43′ 13,2″ N, 13° 5′ 51,4″ O)                              | Gepflanzt 1772 (laut Kirchenbuch) oder am 13. Mai 1790 (Angabe des Landwirts Alfred Lindemann), unter der Kastanie fanden seit mindestens 1875 Kinderfeste und Tanzveranstaltungen statt (Quelle: Schild des Heimatvereins Vehlefanz vor der Kastanie) |             | 217    |
| Weitere Bilder Fotos hochladen          | Gruppe von 6 Linden | Vehlefanz, 100 m nordöstlich des ehemaligen Amtes; Flur 3, Flurstück 94, 251 (52° 43′ 0,4″ N, 13° 5′ 56,9″ O) | Die Linden säumen die westliche Seite der Gasse „Burgwall“, die seit dem Mittelalter Burg und Dorfkirche Vehlefanz verband. Die Linden haben ein Alter von etwa 400 Jahren. (Quelle: Schild der „H. S. Heimatgeschichte“)                              |             | 218    |